# (2508) Алупка
(2508) Алупка (лат. Alupka) — типичный астероид главного пояса, открыт 13 марта 1977 года советским астрономом Николаем Черных в Крымской астрофизической обсерватории и 8 ноября 1984 года назван в честь города Алупки.

## Обнаружение и именование
(2508) Алупка
Открыт 13 марта 1977 года в Научном Н. С. Черных.
Назван в честь небольшого городка на южном побережье Крыма, известного своими санаториями, а также Воронцовским дворцом и близлежащим парком.
Оригинальный текст (англ.)2508 Alupka
Discovered 1977-03-13 by Chernykh, N. at Nauchnyj.
Named for a small town on the south coast of the Crimea, famous for its health resorts, also the Vorontsov palace and nearby park.
Источники: DISCOVERY.DB; M.P.C. 9214.

## Орбита

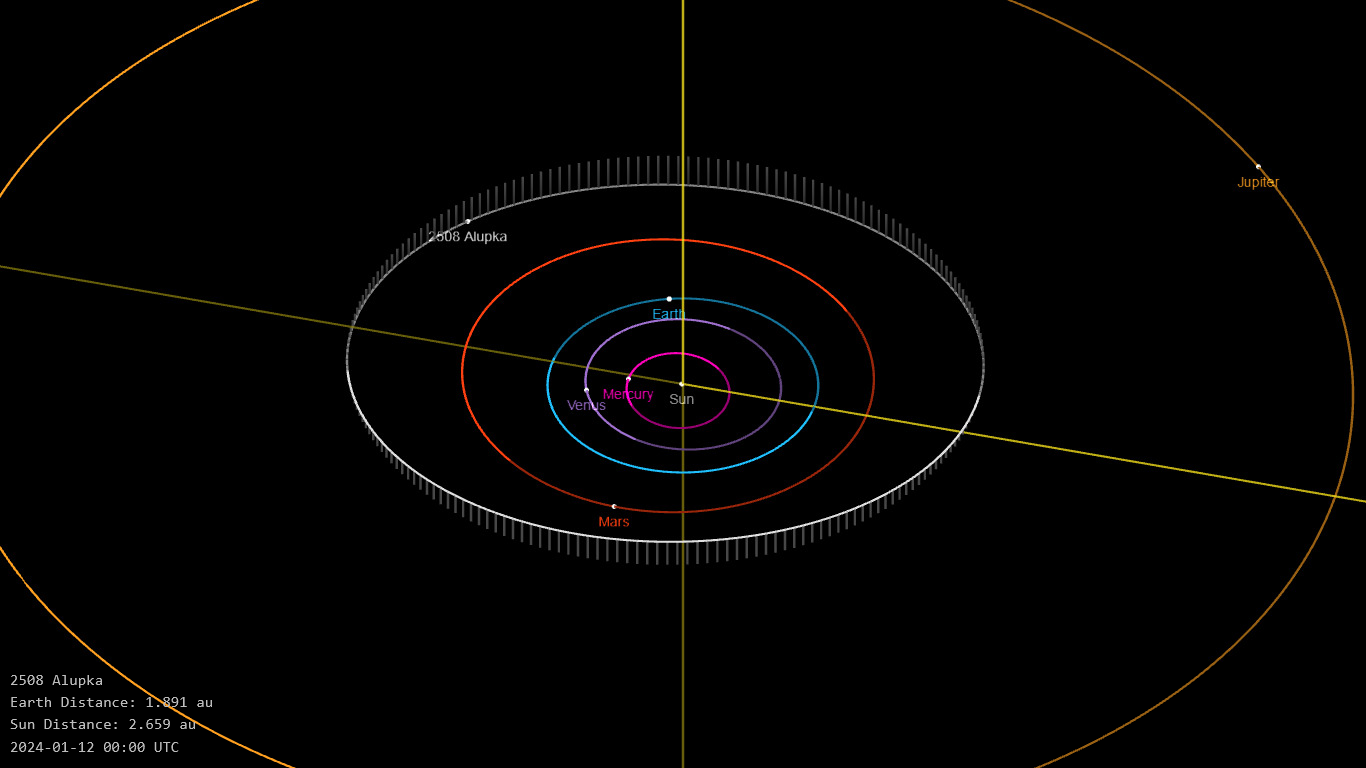
Орбита астероида Алупка и его положение в Солнечной системе

## Физические характеристики
Из результатов второго этапа спектроскопической съёмки малых астероидов главного пояса (Small Main-belt Asteroid Spectroscopic Survey, SMASSII) и из наблюдений телескопа VISTA следует, что астероид относится к таксономическому классу V.
По результатам наблюдений в видимом и ближнем инфракрасном диапазоне космического телескопа NEOWISE диаметр астероида оценивался равным 4,896±0,125 км. Согласно тем же источникам альбедо оценивается как 0,2933±0,0393 и 0,293±0,039.